# Хостник, Томаж
Томаж Хостник (словен. Tomaž Hostnik, 8 ноября 1961, Медводе — 21 декабря 1982, Медводе) — югославский и словенский музыкант, вокалист индастриал-группы Laibach и автор текстов песен.

## Биография
Хостник родился в Медводе в 1961 году (8 км на северо-запад от Любляны). Учился в колледже на политологическом отделении, что помогло сформировать его лидерские качества. Познакомился в колледже с группой друзей из города Трбовле, среди которых был Деян Кнез, сын художника Янежа Кнеза и будущий создатель Laibach. Вместе эта группа студентов решила создать свой музыкальный коллектив, а для записи песен была выбрана художественная студия Кнезов.
На время участники расстались ввиду службы в армии. А 12 января 1982 года группа дала свой первый концерт в люблянском клубе FV 112/15. Зрители оценили выступление музыкантов очень хорошо. Вскоре Laibach выступает на New Rock Festival в Крижанке, где добивается ошеломляющего успеха — коллектив, следующий за Laibach, не решился выйти на сцену. Первой песней, которую исполнила группа, стала композиция Cari Amici Soldati (с итал. — «Дорогие соратники»). Однако выступление не обошлось без скандалов — некоторые зрители были возмущены тем, что участники выступали в военной форме и использовали чёрный крест как символ немецкой оккупации Югославии. В Хостника кто-то бросил бутылку и разбил ему голову. Томаж держался на сцене после такого нападения достойно и сказал, что никто не сможет препятствовать его выступлению.
Последнее выступление прошло 11 декабря 1982 года в Загребе. К тому моменту, несмотря на смерть Йосипа Броза Тито, противника западных течений, Laibach официально запретили выступать с концертами. У Хостника началась депрессия, и 21 декабря он повесился в сарае. Незадолго до своей смерти он написал стихотворение Apologija Laibach (Апология Laibach), что стало своеобразным гимном группы.
Томажа похоронили 23 декабря. 2 января 1983 года музыкант Игор Видмар создал и осуществил на своём радио-шоу постановку Smrt Tomaža Hostnika (Смерть Томажа Хостника). Пьеса была создана на основе его последнего стихотворения и играющей на заднем плане композиции Ohm Sweet Ohm одной из его любимых групп Kraftwerk.

## Интересные факты
- Фамилия «Хостник» в переводе со словенского означает «лесничий».
- Фотография Хостника появляется на обложке концертного альбома Ljubljana-Zagreb-Beograd.
- К пятой годовщине смерти Хостника было написано стихотворение «Великий сеятель»[3].